# Au am Inn
Au am Inn ist ein Gemeindeteil des Marktes Gars am Inn im oberbayerischen Landkreis Mühldorf am Inn und eine Gemarkung.

## Lage
Das Pfarrdorf liegt im Nordosten des Gemeindegebietes, auf freier Flur in einer Schleife am Nordwestufer des Inn.

## Geschichte
Au wurde gegen Ende des 8. Jahrhunderts erstmals erwähnt. Später kommt es in den Besitz der Grafen von Megling.

### Eingemeindungen
Au am Inn war eine selbständige Gemeinde im Landkreis Wasserburg am Inn mit folgenden Gemeindeteilen:
| - Berg - Biburg - Dornhecken - Elbrechting - Ensdorf - Frimberg - Gaisberg | - Gern - Höllthal - Hopfgarten - Kronberg - Obereinöd - Reisleite | - Sattlthambach - Schachen - Stampfl - Steinau - Steinbach - Tiefenweg | - Trescherberg - Untereinöd - Untermödling - Weingarten - Winterberg - Wörth |

1971 wurde sie im Zuge der Gemeindegebietsreform nach Gars am Inn eingegliedert, der Landkreis Wasserburg wurde 1972 aufgelöst.

## Einrichtungen / Infrastruktur
- Sehenswert ist das Kloster Au am Inn mit einer prunkvoll ausgestatteten Klosterkirche.
- Im Ortsteil Stampfl steht die Ruine der mittelalterlichen Burg Megling.

### Verkehr
Zwei Verbindungsstraßen führen zur nahegelegenen Staatsstraße 2352 nach Gars.

## Sonstiges
Seit 1985 findet in der Umgebung von Au der Stampfl-Berglauf statt (Eigenschreibweise Stampfl Berglauf), bei dem auf einer Strecke von 4,2 km 200 Höhenmeter bewältigt werden müssen.

## Persönlichkeiten
- Norbert Hauner (1743–1827), Augustinerchorherr und Kirchenkomponist, geboren als Wirtssohn im Berggasthaus Stampfl im gleichnamigen Gemeindeteil. Ihm zu Ehren wurde 2007 an der Stelle des damaligen Gasthauses ein Gedenkkreuz errichtet.
- Simon Thaddäus Baldauf (1677–1753), Hoftischler in Salzburg, schuf u. a. viele Altäre der Kollegienkirche und die Beichtstühle in Maria Plain.